# Florent Mortier
Florent Mortier (Izegem, 2 januari 1877 - Brussel, 2 oktober 1963) was een Belgisch missionaris, oriëntalist en vrijdenker.

## Levensloop
Zoon van Constant Mortier en Marie-Louise Vandecapelle, begon hij, na zijn humaniorastudies aan het Sint-Jozefscollege in Tielt, aan priesterstudies in het kleinseminarie van Roeselare. In 1898 trad hij, met toestemming van bisschop Gustaaf Waffelaert in het noviciaat van de Scheutisten binnen. In 1903 werd hij tot priester gewijd. Van 1903 tot 1905 was hij verantwoordelijk voor de opleiding van jonge scheutisten in Leuven.
In 1905 vertrok hij met acht andere scheutisten naar China en werd er, na een jaar intensief Chinees te hebben geleerd, directeur van het plaatselijk seminarie in Si Liang.
In 1908 werd hij naar België teruggeroepen en werd er in Leuven directeur van de scheutisten-theologiestudenten. Het jaar daarop werd hij, na het ontslag van P.A. Botty (1875-1919), door Rome benoemd tot de jongste algemene overste van de missiecongregatie. Hij was toen tweeëndertig en bleef deze hoogste functie bekleden tot in 1920. 
In 1909 werd hij benoemd tot lid van de Koloniale Raad die de overgang van Congo Vrijstaat naar Belgische kolonie begeleidde en bleef dit tot in 1926. In 1912-1913 ondernam hij een rondreis door Congo, waarbij hij alle missieposten van zijn congregatie bezocht. Hij brak toen ook een lans voor het stichten van een universiteit in Leopoldstad, toegankelijk voor zwarten. Hij werd lid van de Raad van Beheer van de Koloniale Hogeschool van Antwerpen (1919-1926), werd lid van de Commissie voor Sociale Vraagstukken en van de Commissie van Openbaar Onderwijs, beide bij het Ministerie van Kolonies en bestuurder van de Sociëteit voor Koloniale Studiën.
In 1914 vluchtte hij, bij het begin van de Oorlog, naar Stamford Hill bij Londen in Engeland en bestuurde van daar de congregatie. Einde 1918 keerde hij naar België terug.
In juni 1920 werd een woelig kapittel gehouden in Scheut, waarbij tegenstellingen tussen de leden van de congregatie tot uiting kwamen. Tijdens vijf stemronden kreeg Mortier een meerderheid van de stemmen op zijn naam, maar niet de vereiste tweederdemeerderheid voor een herverkiezing. Uiteindelijk werd pater Jozef Rutten (1874-1950) tot algemeen overste verkozen. Hij nam Mortier als zijn eerste assistent. De verstandhouding leek goed, en Mortier verving Rutten wanneer die op visitatiereizen was. Om minder goed te ontwaren redenen bleef de goede verstandhouding niet duren.
Vanaf 1924 gaf Mortier enkele lessen aan het Institut des Hautes Etudes, een dochter van de vrijzinnige Vrije Universiteit Brussel (ULB). In 1925 verliet hij het generalaat in Scheut en ging in Antwerpen wonen. In 1926 verliet hij zijn post zonder toestemming of goedkeuring. Hij werd voor zijn ongehoorzaamheid door Rome geëxcommuniceerd en hij verliet de congregatie.

## Vrijdenker
Mortier ging in Vorst wonen en begon aan een academische loopbaan aan het Institut des Hautes Etudes. Hij doceerde er filosofie, Chinese literatuur en sociale en politieke bewegingen. Hij bleef er lessen geven tot kort voor zijn dood.
Hij werd in 1944 directeur van het Séminaire Paul Minnaert, dat voordrachten organiseerde over filosofie en over maatschappelijke thema's. Hij bewoog zich in stijgende mate in wetenschappelijke milieus en werd voorzitter van het
- Belgisch Koninklijk Genootschap voor Anthropologie en Voorhistorie (1936-1937);
- Belgisch Koninklijk Genootschap voor Aardrijkskunde (1937-1938);
- Belgische Vereniging voor Amerikanistische Oudheidkundigen (1948);
- Belgisch Verbond, waarvan hij stichter en voorzitter was en dat in zijn woning een kleine groep specialisten en vrienden samenbracht.

## Terugkeer
Vanaf het begin van de jaren vijftig van de twintigste eeuw kwam er toenadering met zijn vroegere congregatie. Hij onderhield goede relaties met een paar jongere wetenschappelijk geïnteresseerde scheutisten en stuurde hen zijn publicaties, voorzien van vriendelijke auteursopdrachten.
Hij verzoende zich met de Kerk en werd opnieuw in de congregatie opgenomen. Kardinaal Leo Suenens speelde hierbij een rol. Mortier verliet Vorst en vestigde zich in Sint-Joost-ten-Node, waar hij op zesentachtigjarige leeftijd overleed.

## Publicaties
- Over de inlandse reklame voor de intensificatie van onze koloniale handel, in: Congo, 1922.
- De la mendicité en Chine, 1948.
- Les Aïnous - Notes sur leur langage + Formose et ses Aborigènes, in: Bulletin de la Société royale belge d'Anthropologie et de Préhistoire, Tome LXVIII, 1957, p. 151-168.
- Le statut et la condition de la femme chinoise, 1959.